# Vicente del Bosque
Vicente del Bosque González (phát âm tiếng Tây Ban Nha: [biˈθente ðel ˈβoske ɣonˈθaleθ]; sinh ngày 23 tháng 12 năm 1950) là cựu cầu thủ, huấn luyện viên bóng đá người Tây Ban Nha. Ông là huấn luyện viên trưởng của Đội tuyển bóng đá quốc gia Tây Ban Nha từ 2008 đến 2016, giành chức vô địch tại FIFA World Cup 2010 và Euro 2012. Ông từng nắm giữ cương vị huấn luyện viên trưởng của câu lạc bộ Real Madrid từ năm 1999 đến 2003 và cùng đội bóng này đoạt hai danh hiệu vô địch UEFA Champions League.

## Sự nghiệp cầu thủ
Khi còn là một cầu thủ, Vicente del Bosque chơi ở vị trí hậu vệ. Ông đã trải qua 441 trận đấu và ghi 30 bàn thắng tại La Liga. Ông từng khoác áo của các đội Castilla CF, Córdoba, Castellon và Real Madrid. Ông đoạt năm danh hiệu vô địch La Liga (trong các mùa bóng 1974–75, 1975–76, 1977–78, 1978–79, 1979–80) và bốn cúp Nhà vua Tây Ban Nha (1973–74, 1974–75, 1979–80, 1981–82) cùng Real Madrid.
Trong sự nghiệp thi đấu quốc tế, ông đã 18 lần khoác áo đội tuyển quốc gia Tây Ban Nha và ghi được một bàn thắng. Ông có mặt trong đội hình đội tuyển Tây Ban Nha tham dự Euro 1980, giải đấu mà đội này thi đấu không thành công và không lọt qua vòng đấu bảng.

## Sự nghiệp huấn luyện

### Với Real Madrid
Gắn bó với Real Madrid từ năm 1964 nhưng đến năm 1994 Del Bosque mới giữ chức huấn luyện viên trưởng của câu lạc bộ này lần đầu, ông rời cương vị sau hai tháng, khi Real Madrid đạt được thoả thuận với HLV Jorge Valdano. Năm 1996, khi đang là huấn luyện viên đội trẻ, ông nắm quyền chỉ đạo đội chính trong một trận, thay cho HLV Arsenio Iglesias mới bị sa thải. Đến mùa bóng 1999–00, lãnh đạo câu lạc bộ quyết định mời ông làm huấn luyện viên trưởng thay cho John Toshack.
Trong bốn mùa bóng mà ông cầm quân tại Real Madrid, Vicente del Bosque đã đưa câu lạc bộ này trải qua một thời kỳ thành công với hai danh hiệu vô địch UEFA Champions League trong các năm 2000 và 2002, hai danh hiệu vô địch La Liga trong các năm 2001 và 2003, một siêu cúp Tây Ban Nha năm 2001, một siêu cúp châu Âu năm 2002, một cúp Liên lục địa năm 2002.

### Với đội tuyển quốc gia Tây Ban Nha
Vicente del Bosque thay thế Luis Aragonés trở thành huấn luyện viên trưởng đội tuyển Tây Ban Nha sau khi đội bóng này vừa giành danh hiệu vô địch Euro 2008.
Đội tuyển Tây Ban Nha dưới sự chỉ đạo của del Bosque bắt đầu chiến dịch vòng loại FIFA World Cup 2010 thành công với 10 trận thắng. Tại vòng chung kết tổ chức tại Nam Phi, mặc dù có khởi đầu không tốt khi để thua Thuỵ Sĩ 0-1 trong trận đầu tiên của vòng bảng, Tây Ban Nha vẫn lọt các vào vòng trong và giành danh hiệu vô địch sau trận chung kết kéo dài 120 phút với Hà Lan. 2 năm sau đó, ông và đội tuyển Tây Ban Nha đăng quang tại Euro 2012 khi kết thúc VCK với thành tích bất bại. Trong trận chung kết gặp đội tuyển Ý, đội tuyển Tây Ban Nha đã thắng 4-0 với các bàn thắng của Fernando Torres, Juan Mata, Cesc Fabregas và David Silva. Mục tiêu của Vicente Del Bosque và các học trò trong năm 2014 là bảo vệ chức vô địch World Cup nhưng không thành công do bị loại ngay từ vòng bảng với 1 trận thắng và 2 trận thua, xếp thứ ba bảng B của World Cup 2014.
Sau kì Euro 2016 không thành công của đội tuyển Tây Ban Nha (thất bại 0-2 trước đội tuyển Ý ở vòng 16 đội), huấn luyện viên Vicente del Bosque quyết định chia tay đội tuyển sau 8 năm gắn bó.

## Thành tích

### nghiệp cầu thủ
Real Madrid
- Vô địch La Liga: 1975, 1976, 1978, 1979, 1980
- Á quân Cúp nhà vua (Copa del Rey): 1983
- Vô địch Cúp nhà vua (Copa del Rey): 1974, 1975, 1980, 1982
- Á quân Cúp C1: 1981
- Bán kết Cúp C1: 1976,1980
- Á quân UEFA Cúp Winners Cup (C2): 1983
- Á quân UEFA Cúp (C3): 1971

### Huấn luyện viên
Real Madrid
- Vô địch La Liga: 2001, 2003
- Vô địch Siêu cúp Tây Ban Nha (Supercopa de España): 2001
- Vô địch Copa Iberoamericana: 1994
- Vô địch UEFA Champions League: 2000, 2002
- Bán kết UEFA Champions League: 2001, 2003
- Vô địch Siêu cúp châu Âu (UEFA Super Cup): 2002
- Vô địch Cúp liên lục địa (Intercontinental Cup): 2002
- Á quân cúp các câu lạc bộ (Fifa club World cup): 2000

ĐT Tây Ban Nha (Spain)
- FIFA World Cup:  Vô địch (2010)
- UEFA European Championship:   Vô địch (2012)
- Confederattiionns cup: Á quân 2013, Hạng ba 2009
- Huấn luyện viên xuất sắc nhất thế giới: 2012